# Can Rifà (Arenys de Munt)
Can Rifà és una obra d'Arenys de Munt (Maresme) protegida com a Bé Cultural d'Interès Local.

## Descripció
Masia situada en un terreny de grans dimensions, en un carrer amb edificis entre mitgeres on predomina l'ús residencial. L'immoble és de planta rectangular amb planta baixa, pis i golfes; es tracta d'una masia de tipus basilical, doncs hi ha un pis més a la crugia central. La teulada, a dos aiguavessos amb carener perpendicular a la façana principal i teula àrab, es veu trencada pel tercer nivell, el qual, al seu torn, presenta el mateix tipus de coberta.
La façana principal, amb un sol eix de composició vertical centrat, dona a migdia i està precedida per un gran pati de planta triangular. La portada principal és d'arc escarser i les altres dues obertures són rectangulars, totes tres amb un emmarcament de pedra vista. Al primer pis, l'obertura s'obre a un petit balcó amb poc voladís. La centralitat d'aquest únic eix de composició ve reforçada per la quasi inexistència d'obertures en la resta de l'immoble -al segon pis de la façana lateral hi ha una finestra més.
La façana lateral, que dona al carrer Sant Antoni, està alineada amb la tanca. Aquesta última consisteix en un muret arrebossat i pintat que combina, a la part superior, pilars de secció quadrada amb una barana en gelosia de maó vist. A la cantonada de la masia amb el carrer hi ha una capella de petites dimensions amb la imatge de Sant Antoni.
Tot el parament de la masia és arrebossat i pintat.